# Þjóðólfr de Hvinir
Þjóðólfr de Hvinir (segle viii) fou un skald noruec, actiu als voltants de l'any 900. És considerat com a autor de l'Ynglingatal, poema que glorifica el rei Ragnavald de l'Alta Muntanya i com és descendent dels reis suecs així com dels déus noruecs. També és autor del poema skàldic Haustlöng.